# Snack Bar Budapest
Snack Bar Budapest es una película de comedia erótica italiana estrenada en 1988, dirigida por Tinto Brass, protagonizada por Giancarlo Giannini y Raffaella Baracchi, y basada en la novela homónima de Marco Lodoli y Silvia Bre. En general tuvo una mala recepción crítica, con un escaso 8% de porcentaje aprobatorio en la web Rotten Tomatoes.

## Sinopsis
Un abogado inhabilitado (Giancarlo Giannini) está trabajando como cobrador de deudas para su socio Sapo (Philippe Léotard). Escoltando a la prostituta Milena (Raffaella Baracchi) embarazada por Sapo en un complejo marítimo sin nombre de ambiente grotesco (filmado en Lido di Ostia), se encuentra con el joven y ambicioso cabecilla Molecola (François Negret) que ha comprado varios sitios recreativos en los alrededores para convertir la ciudad en un "Las Vegas italiano", pero el bar del hotel llamado Snack Bar Budapest, dirigido por un hombre (Carlo Monni) y su familia sigue siendo un obstáculo. Molecola necesita un abogado para legitimar la evacuación forzosa de Snack Bar Budapest.

## Reparto
- Giancarlo Giannini: abogado
- François Negret: Molecola
- Raffaella Baracchi: Milena
- Philippe Léotard: Sapo
- Carlo Monni: gerente del hotel
- Sylvie Orcier: Carla
- Giorgio Tirabassi: Papera
- Valentine Demy: prostituta
- Tinto Brass: magistrado (cameo)

## Banda sonora
La banda sonora de la película fue compuesta por Zucchero. Destacan Sei di mattino así como Dune Mosse, esta última ya incluida en el disco de Zucchero Blue's (1987), del que era la última pista.